# Обична крастача
Обична крастача или шумска крастава жаба (лат. Bufo bufo) је врста жаба веома распрострањена у Европи, са изузетком Ирске и неких острва у Медитерану. На исток, ареал ове врсте се простире до Бајкала у Сибиру. Обична крастача обитава и у северозападној Африци (земље Магреба). 
Одрасли примерци су дугачки до 18 центиметара и по томе су једна од највећих европских жаба. На леђима имају многобројне испупчене брадавице, што су у ствари увећане кожне жлезде. Верује се да су њене брадавице отровне тј. да испуштају отровне материје. Заправо испуштају љуту течност која није опасна и зато обична крастача није жаба коју би радо појели. Чапље их једу једино ако нема другог извора хране. Боја коже им варира од зелене до браон и обично је ишарана пегама. Трбух је светлосив или жутосив.
Хране се бескичмењацима, као што су инсекти, ларве, пауци, црви и пужеви голаћи. Плен хватају лепљивим језиком. Лове обично ноћу и када је околина влажна. Веће крастаче могу да прогутају миша или мале змије. 
Обична крастача се углавном настањује у шумама свих врста, а нарочито у мочварним и четинарским. Може се наћи и у шикарама, парковима и двориштима, док избегава широко отворене просторе. Већину времена проводи на копну, осим када женка полаже јаја. Њихова јаја се разликују од јаја других жаба по томе што су повезана у низ и не чине просту гомилу.

## Галерија
- Обична крастача након зимског сна
- Барица са жабама крастачама Музеј Републике Српске